# Север (спортски клуб)
Север је био спортски клуб београдске омладине, претежно напредно оријентисаних средњошколаца и студената. Деловао је од 1934. до 1941. негујући преко лета пливање, а преко зиме скијање. Његови чланови су на пливачким такмичењима освајали првенства Београда и Србије.
Знатан број његових чланова изгубио је животе у НОБ, а двојица су проглашана за народне хероје.
Клуб је обновљен 1951, деловао до 1956. као пливачки клуб Север. Његови чланови били су прваци Југославије: Ђорђе Костић 1954. (400 m слободно и 1.500 m слободно), а Тихомир Ђорђевић 1956. (1.500 m слободно).
После тог периода клуб се фузионисао са пливачким клубом Црвена звезда.